# Lauri Vuorinen
Lauri Vuorinen (Perniö, 1 de enero de 1995) es un deportista finlandés que compite en esquí de fondo. Ganó dos medallas en el Campeonato Mundial de Esquí Nórdico de 2025, plata en velocidad por equipo y bronce en velocidad individual.

## Palmarés internacional
| Campeonato Mundial | Campeonato Mundial  | Campeonato Mundial | Campeonato Mundial   |
| Año                | Lugar               | Medalla            | Prueba               |
| ------------------ | ------------------- | ------------------ | -------------------- |
| 2025               | Trondheim (Noruega) | Medalla de plata   | Velocidad por equipo |
| 2025               | Trondheim (Noruega) | Medalla de bronce  | Velocidad individual |